# 费利普·奥尔蒂斯
费利普·奥尔蒂斯（西班牙語：Felip Ortiz，1977年4月27日—），西班牙男子足球运动员，司职守门员。他曾入选2000年夏季奥林匹克运动会西班牙男子足球队名单，但并未上场参赛。